# Mataiea
Mataiea es una comuna asociada de la comuna francesa de Teva I Uta que está situada en la subdivisión de Islas de Barlovento, de la colectividad de ultramar de Polinesia Francesa.

## Composición
La comuna asociada de Mataiea comprende una fracción de la isla de Tahití y los dos motus más próximos a dicha fracción:
| Comuna asociada de Mataiea    |                  |                  |                    |
| Fracción de la isla de Tahití | Población (2012) | Superficie (km²) | Densidad (hab/km²) |
| Mataiea                       | 4726             | 70               | 68                 |
| Islotes                       | Población (2012) | Superficie (km²) | Densidad (hab/km²) |
| Mapeti                        | -                | -                | -                  |
| Puuru                         | -                | -                | -                  |

## Demografía
| Gráfica de evolución demográfica de Mataiea entre 1977 y 2012 |
|                                                               |

Fuente: Insee